# 渡邊滿里奈
渡邊滿里奈（日语：／ Watanabe Marina，1970年11月18日—），日本女藝人。出身於東京都大田區。女子偶像團體「小貓俱樂部」的前成員，會員編號為36。身高163cm。B型血。
她的丈夫是搞笑三人組合「海王星」的成員名倉潤。姪女是藝人渡邊菜花。
曾隸屬於April Music（現「CS Artists」）、SMA Entertainment，目前隸屬於Sony Music Artists。

## 來歷、人物

### 成長時期
渡邊滿里奈出身於東京都大田區。有一個比她大兩歲的姊姊和一個比她小3歲的弟弟。她的父親是遊艇愛好者，其名字「滿里奈（Marina）」取自一座碼頭。小時候，家裡經營著一家名為「吉乃園」的拉麵店，但在她即將上大田區立相生小學時，這家店關門了。中學1年級快結束時，她從蒲田搬到了池上。畢業於大田區立大森第四中學及中延學園高等學校（現朋優學院高等學校）。

### 試鏡
渡邊本人對演藝事業並不感興趣，對進入娛樂界的想法也不太熱衷，但她的母親和姊姊鼓勵她進入，說這會很有趣，所以她最終在1984年報名參加了十七歲小姐比賽（當時報名總人數有18萬325人，是該比賽歷史上最多的一次）。雖然在關東地區預賽中被淘汰，但她還是被CBS Sony公司看中並成為其學員。之後，在學員時期就透過相關人士的推薦，於1986年3月參加了《晚霞貓咪》（富士電視台）的「The Scout 找尋偶像」的試鏡。從週一出現的那一刻起，她就受到了人們的喜愛，並讓人們知道了她的存在，隧道二人組的石橋貴明告訴她「（試鏡失敗後）來我們公司吧！」，週五她以高分（120分；需要100分以上才能通過）通過了。當時，隧道二人組的另一個成員木梨憲武甚至對她說「小貓就是妳的了！拿去吧！」。評審秋元康也對渡邊的才華表示讚賞，並表示「這將使我們再次獲得（音樂排行榜上的）第1名」。

### 小貓俱樂部時期
1986年3月27日，渡邊滿里奈作為小貓俱樂部第36號會員首次亮相。她被稱為小貓俱樂部的新星，出道後很快就獲得了人氣，成為後來小貓俱樂部的核心成員。她與同姓的渡邊美奈代一起被稱為「Ｗ渡邊」。在新田惠利、福永惠規等早期的人氣成員畢業後，她成為了小貓俱樂部最受歡迎的成員之一。她的首場個人演唱會於1987年2月在日本武道館舉行，吸引了10,000名觀眾。
1986年10月1日，她以小貓俱樂部成員身份經由EPIC Sony發行的出道歌曲《深吸一口氣》一經推出便空降oricon第1名，打破了山口百惠保持的記錄，成為最年輕登上oricon第1名的女性獨唱藝人（15歲11個月）。這個紀錄保持了約15年，直到2001年3月27日（時年15歲6個月）「早安少女組。」成員後藤真希的個人出道歌曲《愛情笨蛋白癡》發行才被打破。此後，《來自白兔的消息》、《碼頭夏天》、《只有暑假專用側座》等4首歌曲連續4次榮登oricon榜首。這首歌也入選了音樂節目《歌之Top Ten》，與中森明菜、小泉今日子、齊藤由貴、南野陽子等其他頂級偶像一起出現。專欄作家竹內義和評論說，在以女高中生俱樂部活動為概念的小貓俱樂部中，只有渡邊滿里奈擁有《明星誕生！》畢業生的形象，這是因為她具有獨特的“排他性”。

### 偶像歌手時期
即使在小貓俱樂部解散後，她仍然繼續以偶像歌手的身份出現在（東京電視台系列）和《Just Pop Up》（NHK）等偶像和歌唱節目中。也進行巡迴演唱會。最初作為偶像，她按照經紀公司的意願穿著服裝、演唱歌曲進行表演，但漸漸地她開始融入自己的觀點，用適合自己個性的歌曲和服裝來表達自己。
從音樂性上來說，樂團在山川惠津子和岸正之的作品中達到了巔峰。尤其是其第2張專輯《EVERGREEN》堪稱傑作，被譽為偶像流行音樂的里程碑。EPIC Sony以更接近新音樂的高品質聲音將自己與傳統偶像流行音樂區分開來，例如在渡邊的作品中聘請了自己公司的藝術家、LOOK的山本治吉。由於丸山茂雄領導的公司視覺策略，據說EPIC Sony這段時期的封面製作成本上限比CBS Sony更高。與同年出道的CBS Sony的渡邊美奈代相比，藝術作品也有明顯差異。拍攝渡邊唱片封面的攝影師大川直人表示，渡邊的作品之所以不像典型的偶像攝影，是因為大川的才華與EPIC Sony以搖滾為主導的企業文化產生了共鳴。
渡邊被認為是搖滾廠牌EPIC Sony中唯一成功的偶像。渡邊在偶像生涯中，曾將大瀧詠一、佐野元春、杉真理的《NIAGARA TRIANGLE Vol.2》作為自己音樂的根源。
從1987年10月起，她成為《桃色學園都市宣言!! 》週三「拔辯天女學園」的常駐嘉賓，該節目是《晚霞貓咪》的後續節目。1988年1月，她以（富士電視台系列）於電視劇首次亮相，並開始在《志村大爆笑》等綜藝節目中擔任嘉賓。在隧道二人組的冠名節目《多虧了隧道二人組》中，她經常出演角逐劇《假面憲士》裡的女主角“滿里奈小姐（マリナさん）”、人氣角逐劇裡的“姐姐”等角色，其喜劇演員的才華也被發掘。她在《假面憲士》中的表現受到了兒童觀眾的熱烈歡迎。
1988年4月，她擔任日本放送的《渡邊滿里奈 凝視著我的心》的主持人，該節目成為人氣節目。1989年4月節目結束後，她擔任FM橫濱《風之MARINA》的DJ。
1988年7月、8月，她在原宿限期開設了自己的藝人商店「Marina」。出售手工製作的餅乾和帶有手繪插圖的原創商品。

### 作為全方位藝人
自1990年代以來，她被稱為「馴獸師」，因為她能夠在綜藝節目中自信地與塔摩利、北野武、三野文太、隧道二人組、古舘伊知郎等性格如此強勢的人打交道。她也以演員身分出演多部電視劇，包括在TBS電視劇《如果能願望實現的話》裡飾演女主角中山美穗的親友。在音樂方面，她加深了與澀谷系藝術家的聯繫，獲得了Flipper's Guitar成員小澤健二的作品提供，並參與了PIZZICATO FIVE的專輯製作。
自2000年代以來，她根據自己的愛好和個人經歷出版了許多書籍，包括時尚、旅行和健康等。她尤其以台灣通聞名，甚至被選為台灣交通部觀光局選為形象人物。截至2016年，她透過練習彼拉提斯法保持著健康的身材。
2005年4月5日，她宣布與共同出演朝日電視台節目《錢形金太郎》的名倉訂婚，並於同年5月5日提交了結婚登記。同年10月23日，兩人的婚宴在東京王子大飯店舉行。活動由德光和夫主持，參加者包括三野文太、古舘伊知郎、秋元康、爆笑問題、原田泰造、堀內健。
2007年12月9日，她生下一個男孩。
結婚生子後，她於2008年開始為雜誌《LEE》撰寫一系列手工藝品文章，並於2009年創立品牌「gris-gris」，專注於生產有機綿製成的童裝。她也對順勢療法產生了興趣並開始參加相關講座。
2010年1月4日，她在部落格上宣布懷第二胎。6月24日，生下一個女孩。

## 音樂作品

### 單曲
| 枚數               | 發行日期       | 單曲名稱（日文原名）               | 收錄曲 | oricon最高排名 |
| EPIC SONY          | EPIC SONY      | EPIC SONY                          | EPIC SONY | EPIC SONY      |
| ------------------ | -------------- | ---------------------------------- | --- | -------------- |
| 1st                | 1986年10月8日  | 深吸一口氣（）                     | 1. 作詞：秋元康 作曲：山本春吉 編曲：新川博 2. 作詞：秋元康 作曲：岸正之 編曲：新川博                                                               | 第1名          |
| 2nd                | 1987年1月1日   | 來自白兔的消息 （）                | 1. 作詞：秋元康 作曲：山川惠津子 編曲：山川惠津子 2. 作詞：秋元康 作曲：岸正之 編曲：新川博                                                         | 第1名          |
| 3rd                | 1987年4月8日   | 碼頭夏天（）                       | 1. 作詞：秋元康 作曲：岸正之 編曲：新川博 2. 作詞：秋元康 作曲：山川惠津子 編曲：山川惠津子                                                         | 第1名          |
| 4th                | 1987年7月15日  | 只有暑假專用側座（）               | 1. 作詞：麻生圭子 作曲：山本春吉 編曲：山川惠津子 2. 作詞：澤千尋 作曲：山川惠津子 編曲：山川惠津子                                                 | 第1名          |
| 5th                | 1987年11月11日 | 有點傷我的心（ちいさなBreakin' my heart）                   | 1. 作詞：大江千里 作曲：大江千里 編曲：清水信之 2. 作詞：澤千尋 作曲：岸正之 編曲：西平彰                                                           | 第5名          |
| 6th                | 1988年3月12日  | 我想凝視著你（見つめてあげたい）                   | 1. 作詞：川村真澄 作曲：山川惠津子 編曲：山川惠津子 2. 作詞：下鳥良浩 作曲：山川惠津子 編曲：山川惠津子                                             | 第13名         |
| 7th                | 1988年6月22日  | 夏季短篇（夏の短編）                       | 1. 作詞：真名杏樹 作曲：岸正之 編曲：武部聰志 2. 作詞：真名杏樹 作曲：佐藤健 編曲：西平彰                                                           | 第9名          |
| 8th                | 1988年10月21日 | 不要再從夢中醒來（もう夢からさめないで）               | 1. 作詞： 作曲：山口美央子 編曲：山川惠津子 2. 作詞：澤千尋 作曲：柴矢俊彥 編曲：井上鑑                                                             | 第9名          |
| EPIC/SONY RECORDS  |                |                                    | |                |
| 9th                | 1989年3月1日   | 日曆（カレンダー）                           | 1. 作詞：吉元由美 作曲：岸正之 編曲：武部聰志 2. 作詞：吉元由美 作曲：山川惠津子 編曲：山川惠津子                                                   | 第11名         |
| 10th               | 1989年7月21日  | 彩虹少年（虹の少年）                       | 1. 作詞：川村真澄 作曲：外間隆史 編曲：清水信之 2. Don't Kiss me goodbye 作詞：川村真澄 作曲：山口美央子 編曲：清水信之                             | 第18名         |
| 11th               | 1989年11月22日 | 內心滿滿（胸がいっぱい）                       | 1. 作詞：戶澤暢美 作曲：鈴木祥子 編曲：清水信之 合唱編曲：佐橋佳幸 2. 作詞：原真弓 作曲：山川惠津子 編曲：山川惠津子                                | 第31名         |
| 12th               | 1990年4月8日   | 嶄新的心情（新しい気持ち）                     | 1. 作詞：戶澤暢美 作曲：上田知華 編曲：清水信之 2. 作詞：芹澤類 作曲：上田知華 編曲：清水信之                                                       | 第26名         |
| 13th               | 1990年7月1日   | 我最喜歡的襯衫 (1990旅行作戰) （大好きなシャツ (1990旅行作戦)） | 1. 作詞：Double K.O.Corporation 作曲：Double K.O.Corporation 編曲：Double K.O.Corporation 2. BE WITH YOU 作詞：渡邊滿里奈 作曲：MAYUMI 編曲：新川博 | 第31名         |
| 14th               | 1991年8月1日   | 幸福的輪廓（幸せの輪郭）                     | 1. 作詞：工藤順子 作曲：橋本晶子 編曲：松本晃彥 2. 作詞：工藤順子、渡邊滿里奈 作曲：橋本晶子 編曲：松本晃彥                                         | 第53名         |
| Epic/Sony Records  |                |                                    | |                |
| 15th               | 1992年5月21日  | 壽星男孩（）                       | 1. 作詞：小澤健二 作曲：小澤健二 編曲：小澤健二 2. 作詞：小澤健二 作曲：小澤健二 編曲：小澤健二 3. 作詞：小澤健二 作曲：小澤健二 編曲：小澤健二     | 第80名         |
| Oo Records⁄Yoo-Loo |                |                                    | |                |
| 16th               | 1995年2月22日  | 幸福的預感/針切爺爺的搖擺曲 （）   | 1. 作詞：櫻桃子 作曲：大瀧詠一 編曲：CHELSEA 合唱編曲：山下達郎 2. (植木等) 作詞：謝爾比·伍利 作曲：謝爾比·伍利 編曲：RINKY O'HEN                   | 第30名         |

### 二重唱單曲
| 名義                 | 發行日期       | 單曲名稱（日文原名） | 收錄曲                                        | oricon最高排名 |
| Sony Records         | Sony Records   | Sony Records         | Sony Records                                  | Sony Records   |
| -------------------- | -------------- | -------------------- | --------------------------------------------- | -------------- |
| 渡邊滿里奈、鈴木蘭蘭 | 1997年10月22日 |                      | 1. 作詞：森浩美 作曲：渡邊未來 編曲：CHOKKAKU | 第35名         |

### 專輯

#### 原創專輯
| 枚數              | 發行日期       | 專輯名稱（日文原名） | oricon最高排名 |
| EPIC SONY         | EPIC SONY      | EPIC SONY            | EPIC SONY      |
| ----------------- | -------------- | -------------------- | -------------- |
| 1st               | 1987年2月26日  | MARINA               | 第1名          |
| 2nd               | 1987年9月2日   | EVERGREEN            | 第5名          |
| 3rd               | 1988年7月21日  | SUNNY SIDE           | 第13名         |
| EPIC/SONY RECORDS |                |                      |                |
| 4th               | 1989年4月7日   | MISS                 | 第8名          |
| 5th               | 1989年12月15日 | TWO OF US            | 第26名         |
| 6th               | 1990年7月21日  | a piece of cake！    | 第32名         |
| 7th               | 1991年8月1日   | mood moonish         | 第31名         |

#### 迷你專輯
| 枚數               | 發行日期      | 專輯名稱（日文原名） | oricon最高排名 |
| EPIC SONY          | EPIC SONY     | EPIC SONY            | EPIC SONY      |
| ------------------ | ------------- | -------------------- | -------------- |
| 1st                | 1987年12月9日 | CHRISTMAS TALES      | 第7名          |
| Oo Records⁄Yoo-Loo |               |                      |                |
| 2nd                | 1996年3月21日 | Ring-a-Bell          | 第37名         |

#### 精選專輯
| 枚數                       | 發行日期       | 專輯名稱（日文原名）     | oricon最高排名 |
| EPIC SONY                  | EPIC SONY      | EPIC SONY                | EPIC SONY      |
| -------------------------- | -------------- | ------------------------ | -------------- |
| 1st                        | 1988年4月1日   | DIARY                    | 第10名         |
| EPIC/SONY RECORDS          |                |                          |                |
| 2nd                        | 1990年11月18日 | FUNNY FACE               | 第36名         |
| Sony Music Entertainment   |                |                          |                |
| 3rd                        | 1997年7月21日  | 渡邊滿里奈 精選珍藏（渡辺満里奈 ベストコレクション）  |                |
| Sony Music Direct/GT music |                |                          |                |
| 4th                        | 2010年4月28日  | 黃金☆精選 渡邊滿里奈（） |                |
| 5th                        | 2017年9月20日  | MY FAVOURITE POP         | 第67名         |

#### 聯合精選專輯
| 枚數                       | 發行日期                   | 專輯名稱（日文原名）                                                    | 備註                                                       | oricon最高排名             |
| Sony Music Direct/GT music | Sony Music Direct/GT music | Sony Music Direct/GT music                                              | Sony Music Direct/GT music                                 | Sony Music Direct/GT music |
| -------------------------- | -------------------------- | ----------------------------------------------------------------------- | ---------------------------------------------------------- | -------------------------- |
| 5th                        | 2010年4月28日              | 黃金☆精選 河合園子、國生小百合、城之內早苗、渡邊美奈代、渡邊滿里奈 （） | 包含了當時簽約CBS Sony的小貓俱樂部成員的個人歌曲精選專輯。 |                            |

#### 參加專輯
| 發行日期       | 專輯名稱（日文原名） | 樂曲                                                     | 備註                                    | 出版公司             |
| -------------- | -------------------- | -------------------------------------------------------- | --------------------------------------- | -------------------- |
| 1991年10月25日 |                      | 「KISSING FISH！」                                       | 綜合專輯。 聲音參與。                   | EPIC/SONY RECORDS    |
| 1993年9月9日   |                      | 「」                                                     | HAPPY END的致敬專輯。                   | Sony Records         |
| 2017年5月3日   |                      | 「我最喜歡的襯衫 (1990旅行作戰) [Duet with 渡邊滿里奈]」 | 以自我翻唱方式參加。與野宮真貴二重唱。  | 環球音樂             |
| 2023年9月20日  | NEO STANDARD         | 「Run Or Hide」                                          | Night Tempo的第2張主打專輯。 聲音參與。 | Victor Entertainment |

### 影像作品
| 枚數              | 發行日期       | 影像名稱（日文原名）                       |
| EPIC SONY         | EPIC SONY      | EPIC SONY                                  |
| ----------------- | -------------- | ------------------------------------------ |
| 1st               | 1988年5月28日  | 1988 春天，滿里奈。（1988 春、満里奈。）                    |
| 2nd               | 1988年10月21日 | 不要再從夢中醒來（もう夢からさめないで）                       |
| 3rd               | 1988年11月21日 | photograph                                 |
| EPIC/SONY RECORDS |                |                                            |
| 4th               | 1990年3月21日  | 嶄新的心情 ～My only true love story～（新しい気持ち ～My only true love story～） |
| 5th               | 1990年9月21日  | 我最喜歡的襯衫 (1990旅行作戰)（大好きなシャツ (1990旅行作戦)）          |

### CD/DVD-BOX
| 枚數                       | 發行日期                   | 名稱                       | oricon最高排名             |
| Sony Music Direct/GT music | Sony Music Direct/GT music | Sony Music Direct/GT music | Sony Music Direct/GT music |
| -------------------------- | -------------------------- | -------------------------- | -------------------------- |
| 1st                        | 2006年12月21日             | MARINA WATANABE ALL IN ONE |                            |

### 商業搭配
| 樂曲                          | 商業搭配                                        | 收錄作品                                 |
| ----------------------------- | ----------------------------------------------- | ---------------------------------------- |
| 來自夏天的禮物                | NHK《大家的歌》(1990年6月、7月播出)             | CD/DVD-BOX《MARINA WATANABE ALL IN ONE》 |
| 我最喜歡的襯衫 (1990旅行作戰) | 電影動畫《YAWARA！ 上吧！懦怯的孩子們！》主題歌 | 單曲《我最喜歡的襯衫 (1990旅行作戰)》    |
| 幸福的預感                    | 富士電視台系列動畫《櫻桃小丸子》片頭主題曲      | 單曲《幸福的預感/針切爺爺的搖擺曲》      |
|                               | BOURBON「水果甜點」廣告歌曲                     | 迷你專輯《Ring-a-Bell》                  |
|                               | TBS系列《動物異想天開》片尾主題曲               | 單曲《》                                 |

## 演出

### 電視節目
現在演出節目
- 趣味園藝 野菜時間（日语：趣味の園芸 やさいの時間）（2016年4月—，NHK教育）2016年，負責菜園新手團隊。2017年，每隔一週出現在滿里奈的每日花盆[39]。
- 呼叫田中老師（日语：呼び出し先生タナカ）（富士電視台）
- 奇蹟9（日语：くりぃむクイズ ミラクル9）（朝日電視台）不定期演出

過去演出節目
- 晚霞貓咪（日语：夕やけニャンニャン）（1986年—1987年，富士電視台）
- 桃色學園都市宣言!!（日语：桃色学園都市宣言!!）（週三）「拔辯天女學園」（1987年—1988年，富士電視台）
- 多虧了隧道二人組（日语：とんねるずのみなさんのおかげです）（1988年等，富士電視台）（她經常出現在節目的單元。並參與了許多其它短劇和企劃）
- 平成教育委員會（日语：平成教育委員会）（富士電視台）
- 叢林TV ～塔摩利的法則～（日语：ジャングルTV 〜タモリの法則〜）（1994年6月14日—1997年9月，MBS、TBS系列）
- 動物異想天開（日语：どうぶつ奇想天外!）（1995年4月22日—2007年9月16日，TBS）
- 灑落主義（日语：おしゃれカンケイ）（1997年—2005年，日本電視台）
- 北野武的任何人都是畢卡索（日语：たけしの誰でもピカソ）（1997年—2009年，東京電視台）
- 校園瘋神榜（日语：学校へ行こう! (バラエティー番組)）（1997年10月—2005年3月，TBS） ⇒ 校園瘋神榜MAX（日语：学校へ行こう!MAX）（2005年4月—2008年9月，TBS）
- 錢形金太郎（日语：銭形金太郎）（2002年10月—2005年5月，她因結婚而中途退出了節目。朝日電視台）
- 我愛地球！（日语：すき!地球）（2008年10月—2009年9月，富士電視台）—旁白
- 資訊Presenter 獨家新聞！（2009年3月—2017年3月，富士電視台）—週二時事評論員
- （2009年4月—2014年度以降不定期，NHK）—每月月末／週四 ⇒ 週日—與加藤浩次（日语：加藤浩次）共同進行
- 地球第一（2011年10月27日—2012年3月，NHK）—主持人
- 健康膠囊！元氣時間（日语：健康カプセル!ゲンキの時間）（2012年4月1日—2019年3月31日，CBC）—與三宅裕司（日语：三宅裕司）共同主持
- 來自彼得兔的禮物（2012年5月，NHK BS Premium）
- 日本太太好吃驚（2013年4月—2017年9月，MBS）

等多數

### 電視劇
- 週一電視劇園地（日语：月曜ドラマランド）（富士電視台）
  - 護士學院（1987年3月8日）—主演：飾 香織
  - （1987年7月20日，富士電視台）—主演：飾 忍
- 其4（1987年10月，日本電視台）
- （1988年1月14日—3月24日，富士電視台）
- 週六連續劇（日本電視台）
  - 新婚物語（日语：結婚物語）（1988年10月8日—1989年1月28日）
  - 瘦身大作戰（日语：歓迎!ダンジキ御一行様）（2001年10月20日—12月15日）—飾 一之瀨桐子
- 週四劇場 往日戀曲（日语：過ぎし日のセレナーデ）（1989年10月19日—1990年3月22日，富士電視台）—飾 石山美穗
- 週六大劇場 擁抱那一夏（日语：あの夏に抱かれたい）（1989年9月2日—30日，日本電視台）
- Y殺人事件 -蒸氣滑雪與女大學生!?-（1990年3月29日，TBS）—飾 不破菜摘
  - H是個神秘的首字母 -H殺人事件-（1991年3月29日）
- 高校三俠（日语：予備校ブギ）（1990年4月20日—7月6日，TBS）—飾 堀川惠
- 你好嗎！在行人穿越道上抓我（1990年6月30日）
- 世界奇妙物語（1990年—1992年，富士電視台系列）
  - 「沒有時間的飯店」（1990年）—飾 遠野遙
  - 「兒子回家了」（1991年）
  - 「顏色」（1992年）—飾 白石八重子
- 戲劇性22（日语：ドラマチック22） 絕唱（日语：絶唱）（1990年12月22日，TBS）—主演
- 忠臣藏（日语：忠臣蔵 (1990年のテレビドラマ)）（1990年12月26日，TBS）
- 女正月（1991年1月7日，TBS）
- 污泥中的純情（日语：泥だらけの純情#ドラマ版）（1991年3月16日，TBS）—飾 真美
- 世界上最離奇的恐怖故事（日语：本当にあった怖い話#世にも不思議な怖い話） #2 幽靈旅館（1991年6月25日，朝日電視台）
- 呼喚等待的愛與恨（1991年7月20日，富士電視台系列）
- 初戀殺人犯（1991年7月26日，富士電視台）
- 第3話 婚前旅行（1991年9月21日，日本電視台）
- Yuming Drama Books Vol.3 No Side（1991年10月11日，富士電視台系列）
- （1991年12月24日，TBS）
- 惡女（1992年4月18日—6月27日，讀賣電視台）—飾 木村美佐子
- 和昨天的我說再見（日语：昨日の私にサヨナラを）（1992年8月9日—9月27日，東京電視台）—主演：飾 輪子
- 危險的微笑（1992年10月2日，TBS）
- 電視劇NEO（日语：ネオドラマ） （1992年10月26日—29日，連續4日，朝日電視台）—主演
- 柴門文談情說愛（日语：柴門ふみセレクション） （1992年11月9日，TBS）—主演
- 茶煲愛情（日语：お茶の間 (漫画)#テレビドラマ）（1993年1月9日—3月20日，讀賣電視台）—主演：飾 塚原苑子
- 東芝週日劇場 課長的厄運年（日语：課長サンの厄年）（1993年7月4日—10月3日，TBS）—飾 川島幸江
  - 課長的厄運年特別篇（1994年4月3日，TBS）
- 新幹線物語'93夏（日语：新幹線物語'93夏）（1993年7月6日—9月21日，TBS）
- 也有想哭的時候（日语：泣きたい夜もある） 第20回「為了你和我」（1993年8月22日，TBS系列）—主演
- 阿部由美子的生日（1994年1月1日，富士電視台）
- 如果能願望實現的話（日语：もしも願いが叶うなら）（1994年1月7日—3月25日，TBS）—飾 大島香久子
  - 如果能願望實現的話特別篇（1995年3月31日）
- 想告訴你（日语：君に伝えたい）「第一話 女×5<=那傢伙」（1994年4月3日，TBS系列）—飾 水上玲子
- （1994年10月16日—30日，連續3週，富士電視台系列）
  - （1995年4月16日）
  - （1995年4月23日）
  - （1996年1月21日）
  - （1996年4月21日）
- 雙頭惡魔（1994年11月21日—26日，連續5日，WOWOW）
- 敷二禮二（1994年，TBS）
- 說老婆的壞話2（1995年1月8日—3月26日，TBS）—飾 大野真琴
- 日本寫給「媽媽」的最短的信 第3話「返鄉」（1995年4月1日）
- 事件（日语：事件 (テレビ朝日のテレビドラマ)）3 被判死刑的女人！（1995年6月24日，朝日電視台）
- Papa Survival（日语：パパ・サヴァイバル）（1995年7月2日—9月24日，TBS)
- 不要碰我!!（日语：ざけんなョ!!シリーズ）9 第2話「生孩子不是賭博」（1995年10月27日，富士電視台）—飾 川村優子
- 親愛的女人（日语：Dear ウーマン）（1996年10月13日—12月22日，TBS）—飾 真田美和
  - 親愛的女人特別篇（1997年4月6日）
- 蜜桃關係（日语：ピーチな関係）（1999年10月11日—12月13日，日本電視台）—飾 櫻木里佳子
- 雙面情人（日语：FACE〜見知らぬ恋人〜）（2001年1月10日—3月7日，日本電視台）—飾 平野由花
- 鐵道員 -Poppoya- 青春篇（2002年1月1日，朝日電視台）
- 超級奶爸（日语：人にやさしく (テレビドラマ)） 第8話（2002年2月25日，富士電視台系列）—飾 運動廠商負責人
- 湯咖哩（日语：スープカレー (テレビドラマ)）（2012年4月13日—6月29日，HBC、TBS系列）—飾 羽野實里
- 孤僻女的一人飯（日语：ひねくれ女のボッチ飯） 第5話（2021年7月23日，東京電視台）—飾 母親

### 電影
- 課長島耕作（1992年）—飾 田代友紀
- 只要妳說妳愛我（2014年）—飾 橘夏子
- OUT（2023年）—飾 伊丹靜香[40][41]

### 外語配音
- 湯瑪士小火車：湯瑪士和神奇鐵路（英语：Thomas and the Magic Railroad）（2000年）—飾 淑女（初代）
- 你永遠是我的寶貝（2015年）—飾 特隆的母親[42]

### 廣告
- 森永乳業 愛斯基摩 巧克力棒MONAKA（1988年）
- 森永乳業 愛斯基摩 Pino
- 鈴丹（日语：鈴丹）（1989年）
- 理光 （1990年）
- 香吉士 （1990年）
- 獅王
- 獅王
- 獅王 （1991年）
- 片岡物產（日语：片岡物産） 阿斯托利亞棒狀咖啡（1993年）
- 北海道夕張市 石炭歷史村（日语：片岡物産）（1993年）
- KING JIM （1995年）
- BOURBON（日语：ブルボン） 水果甜點（1995年）
- BOURBON PILBO（洋芋片）
- BOURBON PICKLE（1995年）
- 日清食品 拉麵杯麵 JAPON（1995年）[43]
- 大塚製藥 （1994年—1996年）
- 北海道拓殖銀行（1995年—1996年）
- 花王 Essential（日语：エッセンシャル (シャンプー)） 損傷護理（1995年—1996年）
- BOURBON BOURBON甜點
- BOURBON 水果果凍（1996年夏天）
- BOURBON PICKLE EX（1996年）
- 日產汽車 CEFIRO（1995年）
- 麒麟啤酒 春花生啤酒（1996年）
- KING JIM （1997年）
- 租賃住宅新聞 週刊CHINTAI（日语：CHINTAI）（1996年—1998年）
- 京阪電氣鐵道（1997年—1998年）※關西地區。
- 好侍食品 義大利廚房（1998年—1999年）
- 蝶矢梅酒 紀州（2000年—2001年）
- 東京三菱銀行 MAIN BANK（2001年）
- 資生堂 FERZEA（2001年—2005年）
- 資生堂 AQUALABEL（日语：AQUALABEL）（2006年）※與《嚕嚕米》角色小不點共同演出。
- 健身房 TIPNESS（日语：ティップネス） 形象角色（2003年—2005年）
- TOTO（2002年—2005年）
- 關西電力 關電SOS（日语：関電セキュリティ・オブ・ソサイエティ）／K-Opticom（2006年）※關西地區。
- 大塚冷藏食品 蔬菜戰士（2007年—2009年）※與名倉潤首次作為夫婦的身份共同演出的廣告。
- 花王 STYLE FIT（2008年—2010年）
- 可爾必思 Welch's Grape（2009年—2011年）
- 三井不動產 LaLaport（2011年—2013年）
- 花王 Biore u（日语：ビオレ）（2011年）
- DANONE JAPAN（日语：ダノンジャパン） DANONE BIO（2012年—2013年）
- ABC-MART（日语：ABCマート）（2012年—2013年）
- SUNTORY 伊右衛門（日语：伊右衛門）（2013年—2014年）※與名倉潤共同演出
- 佳麗寶化粧品（日语：カネボウ化粧品） suisai高級保濕乳液（2014年）
- 樂敦製藥 （2024年）

### 廣播節目
- Teen's Bli-Bli CLUB（日语：Teens'ブリブリCLUB）（1988年10月—1989年10月，文化放送）

每週一至週五在《》內的10分鐘節目，早期與小澤夏希共同主持，後期與今井麻起子共同主持。味之素株式會社提供。
- 小貓俱樂部的糟糕夜晚（日语：おニャン子のあぶない夜だよ）（1987年4月—10月，日本放送）

每週一至週四在《三宅裕司的Young Paradise》內的10分鐘節目，與生稻晃子共同主持。
- 這是一個瘋狂的夜晚呦惡作劇檸檬（日语：おちゃめな夜だよいたずらレモン）（1987年10月—12月，日本放送）

《小貓俱樂部的糟糕夜晚》的後續節目。與真弓倫子、仁藤優子3人共同主持。
- 渡邊滿里奈 凝視著我的心（日语：渡辺満里奈 見つめてMY HEART）（1988年4月—1989年4月，每週日21:30—22:00，日本放送）
- All Night-NIPPON MUSIC10（日语：オールナイトニッポン MUSIC10） 週四（日本放送，2018年1月—）
- 出光 ENERGY STATION MARIA IN MOTION（TOKYO FM）
- HITS IN MOTION（日语：出光ゼアスステーション ヒッツインモーション）（TOKYO FM）
- TIPNESS presents 渡邊滿里奈 BOO-STAR Rocket -fit for life-（TOKYO FM，2004年4月—12月）
- 渡邊滿里奈的御氣樂時光（JFN）
- Across The View（日语：Across The View） 週一（J-WAVE）
- 風之MARINA（1989年4月—1992年3月，每週一19:30—20:00，FM橫濱（日语：横浜エフエム放送））
- DON'T TOUCH COOKIES（1992年4月—9月，每週一19:30—20:00，FM橫濱）

### 音樂錄影帶
- （奧田民生）
- SUN SUN SUN'95（ULFULS（日语：ウルフルズ））
- GAME BOYS（Scha Dara Parr（日语：スチャダラパー））

### 其它
- （2012年5月，NHK BS Premium）

## 著書
- （1990年4月，CBS Sony（日语：ソニー・マガジンズ））
- （1996年3月，角川書店）[注 6]
- （2000年7月，新潮社）
- （2003年8月，MAGAZINE HOUSE）
- （2005年10月，MAGAZINE HOUSE）
- （2005年10月，MAGAZINE HOUSE）
- （2008年3月，Sony Magazines（日语：ソニー・マガジンズ））
- 《（絵本）》（2008年3月，Sony Magazines）[注 7]
- （2009年4月，Sony Magazines）
- 《（繪本）》（2009年4月，Sony Magazines）[注 8]
- 《（繪本）》（2010年12月，Sony Music Solutions（日语：ソニー・ミュージックソリューションズ））[注 8]
- 《nuuamu手帖》（2011年10月，集英社）[注 9]
- （2025年5月，講談社）

## 寫真集
- 《Green Page》（1987年8月，CBS Sony（日语：ソニー・マガジンズ））
- 《ONE DAY》（1988年5月，富士電視台）
- 《NOTEBOOK》（1989年3月，集英社）
- 《hello,hello [TYO tiny pictures 003]》（1991年1月，CBS Sony）

## DVD
- 彼拉提斯之路（2006年5月16日，PONY CANYON）

※歌手活動的作品則省略。

## 腳註

## 相關項目
- 假面憲士（日语：仮面ノリダー）
- 渡邊美奈代—她們被稱為小貓俱樂部的W渡邊

## 外部連結
- （日語）—渡邊滿里奈的官方個人網站。
- [https://ameblo.jp/watanabe-marina/  （日語）—渡邊滿里奈的官方個人部落格。
  - ，存于 （日語）—（舊）渡邊滿里奈的官方個人部落格。
- ，存于 （日語）—渡邊滿里奈的官方個人網站。
- 渡邊滿里奈的X（前Twitter） （日語）
- 渡邊滿里奈的Threads （日語）
- 渡邊滿里奈的Instagram帳戶 （日語）
- 的Instagram帳戶 （日語）
- 渡邊滿里奈的Facebook專頁 （日語）
- 渡邊滿里奈 （页面存档备份，存于） （日語）—NHK人物錄（日语：NHKアーカイブスポータル）